# Ђенга Стационе (Анкона)
Ђенга Стационе је насеље у Италији у округу Анкона, региону Марке.
Према процени из 2011. у насељу је живело 153 становника. Насеље се налази на надморској висини од 190 м.